# Mick Harvey
Michael John Harvey (Rochester, Victoria, Australië, 29 augustus 1958) is een Australisch rockmuzikant, componist, arrangeur en platenproducent. Hij is het meest bekend door zijn langdurige samenwerking met zanger Nick Cave. Mick Harvey is multi-instrumentalist: hij speelt gitaar, basgitaar, toetsen, drums, percussie (onder andere glockenspiel) en hij zingt.

## Biografie
Harvey werd geboren op het platteland in Victoria, Hij verhuisde naar een buitenwijk van Melbourne tijdens zijn kinderjaren. Zijn vader was een dominee van de Church of England en de familie woonde naast de kerk. Eerst in Ormond, Victoria en later in Ashburton, Victoria. Harvey zong in het kerkkoor vanaf zeer jonge leeftijd. Harveys oudere broer Philip en jongere broer Sebastian gingen allemaal naar een particuliere school, de Caulfield Grammar School. Het was op deze school dat Harvey met medescholieren Nick Cave, Phill Calvert en Tracy Pew. een rockgroep formeerde met Cave (zang), Harvey (gitaar), Calvert (drums) en andere studenten op gitaar, basgitaar en saxofoon. De band speelde op schoolfeesten en bracht een gemengd pre-punk repertoire van onder andere Lou Reed, David Bowie, Roxy Music, Alice Cooper and the Sensational Alex Harvey Band. Harvey zong ook in het schoolkoor (de dirigent was acteur Norman Kaye), en hij had bijles van jazz gitarist Bruce Clarke.
Van 1975 tot heden heeft Mick Harvey carrière gemaakt in de muziekindustrie die begon in Australië en zich later voornamelijk verplaatste naar en zich afspeelde in Europa. Harvey reist heden ten dage (2011) op en neer tussen Europa en Melbourne. Hij heeft een zoon met de schilder Katrina (Katy) Beale.

## The Birthday Party
Na hun laatste schooljaar in 1975 besloot de band met hun vriend Tracy Pew op basgitaar door te gaan. Geïnspireerd door de punk explosie van 1976 die Australische bands voortbracht als: The Saints en Radio Birdman maakten ze hun eerste opnamen en begonnen ze te toeren onder de naam The Boys Next Door. Ze speelden snel origineel new wave-materiaal. Harveys gitaarstijl was duidelijk beïnvloed door James Williamson van The Stooges en Paul Weller van The Jam. Ze speelden regelmatig in cafés van 1977 tot 1980. Rowland S. Howard kwam in 1978, bij de band en introduceerde een chaotisch feedback gitaargeluid bij de band.
Na het uitbrengen van plaatopnamen en redelijk succes in Australië (inclusief honderden live optredens) vestigden ze zich in 1980 in Londen en veranderden hun naam in The Birthday Party. Er volgde een innovatieve periode waarin de band een experimentele agressieve stijl ontwikkelde, ondersteund door Harveys puntige gitaarstijl en badend in een chaos van feedback en sologitaarspel door Rowland S. Howard. Harvey was voor een groot deel verantwoordelijk voor het materiaal van de band als componist.

## Crime en The Bad Seeds
Harveys vriendin Katy Beale volgde de band naar Londen. Later verhuisde de band naar West Berlijn, zonder Phil Calvert. Harvey wisselde van gitaar naar drums. Nadat de band uit elkaar viel, bleef Harvey in Berlijn en vroeg zijn vriend Simon Bonney ook naar Berlijn te komen. Samen herformeerden ze Bonneys oude Australische band Crime & the City Solution.
Howard formeerde de band These Immortal Souls, met zijn broer Harry Howard op bas en voormalig Swell Maps drummer Epic Soundtracks op drums. Harvey speelde gitaar en piano in een vroege versie van die band.
Ongeveer tegelijkertijd richtten Harvey en Nick Cave de band Nick Cave and the Bad Seeds op. Harvey verliet deze band op 22 januari 2009 om persoonlijke en professionele redenen. Harvey meldde later dat een van de redenen zijn frustraties waren met enkele arrangementen van nummers van The Bad Seeds, dat de vriendschap met Cave niet vlekkeloos verliep en dat hij meer tijd wilde besteden aan zijn familie. De breuk maakte een einde aan een samenwerking tussen Cave en Harvey van 36 jaar.

### Anita Lane
Harvey heeft intensief samengewerkt met Anita Lane (Nick Cave’s muse en langdurige partner) Op de albums Dirty Pearl (1993) and Sex O’Clock (2001).

## The Wallbangers
In 2007 bracht het Spaanse label ,Bang! Records, een ep uit met 4 nummers. Harveys retrorockband The Wallbangers, speelt deze nummers die geschreven zijn door Harvey. Coauteurs zijn Tex Perkins en Loene Carmen. Harvey zingt en speelt gitaar. Wederom op de door James Williamson geïnspireerde manier. Drums worden toegeschreven aan "Rocky Features" (een Harvey pseudoniem), en basgitaar aan "Rod Bottoms".

## Solo
Toen Bonney Crime & the City Solution verliet voor een solocarrière in de Verenigde Staten, nam Harvey twee solo-cd's op met werk van Serge Gainsbourg vertaald van Frans naar Engels: Intoxicated Man en Pink Elephants. Hij leverde ook bijdragen aan werk van PJ Harvey (geen familie) en produceerde werk van andere Australische artiesten waaronder Anita Lane, Robert Forster, Conway Savage en Rowland S. Howard. Harveys derde soloalbum One Man's Treasure werd uitgebracht in september 2005.
In 2006 ging Harvey voor het eerst op solotournee in Europa en Australië vergezeld van mede-Bad Seeds-leden Thomas Wydler en James Johnston, plus contrabassist Rosie Westbrook. zijn soloalbum Two Of Diamonds werd uitgebracht in 2007. Deze werd opgenomen met laatstgenoemde band, evenals het livealbum Three Sisters - Live at Bush Hall uit 2008.
In februari 2008 speelden Harvey en Westbrook als voorprogramma voor PJ Harvey op haar Australische tournee. Mick speelde ook mee met PJ.
In 2008 en 2009, voegde Harvey zich bij de vijf overgebleven leden van The Triffids voor een reeks optredens bij het Sydney Festival, Melbourne Arts Centre en het Perth International Arts Festival met een ode aan de muziek en nagedachtenis aan David McComb. Harvey schreef ook mee aan de rock biografie uit 2009 over The Triffids, Vagabond Holes: David McComb and the Triffids, samengesteld door Niall Lucy en Chris Coughran.
Begin 2011 bracht Harvey "Sketches from the Book of the Dead" uit —het eerste soloalbum dat Harvey zelf in zijn geheel schreef en produceerde— op het Mute record label. Het album met 11 tracks werd opgenomen in Melbourne in een Port Melbourne studio en in zijn eigen Grace Lane music room. Harvey speelde de meeste instrumenten zelf. Rosie Westbrook speelde contrabas, JP Shilo speelde accordeon, viool en hier en daar wat gitaar. Xanthe Waite deed achtergrondzang. 
Harvey vertelde in een promotie interview dat hij zichzelf niet als "songwriter" beschouwd in de traditionele betekenis waarbij het volgens hem zo is dat "ze iets dat ze (Songschrijvers zoals waargenomen door Mick Harvey) in historische zin gedaan hebben en iets waaraan ze gewerkt hebben, centraal stellen in wie ze zijn als artiest".
Hij bevestigde ook dat het openingsnummer "October Boy", over Rowland S. Howard gaat.

## Stijl van produceren
Mick Harveys muziekstijl is vaak vergeleken met filmmuziek. Hij zegt hier zelf over dat dit zijn natuurlijke manier van werken is en dat soundtracks van films hem altijd zeer weten te inspireren. Zowel van oude als nieuwe films. Voor een aantal films schreef hij ook daadwerkelijk de muziek (zie hieronder bij Film soundtracks).

## Discografie

### Soloalbums
- Intoxicated Man (1995)
- Pink Elephants (1997)
- One Man's Treasure (2005)
- Two of Diamonds (2007)
- Three Sisters - Live at Bush Hall (2008)
- Sketches from the book of the dead (2011)

### Filmsoundtracks
- Ghosts... of the Civil Dead (1990)
- Alta Marea & Vaterland (1993)
- To Have And To Hold (1996)
- Chopper (2000)
- Australian Rules (2003)
- Suburban Mayhem (2006)
- Deliver Us from Evil (2006)
- Motion Picture Music (2006)

### Andere cd uitgaven
- And The Ass Saw The Angel (2000)

### Albums geproduceerd door Mick Harvey voor andere artiesten
- Robert Forster Danger in the Past (1990)
- Once Upon A Time In The Blink Of An Eye (1992)
- Anita Lane Dirty Pearl (1993)
- The Cruel Sea The Honeymoon Is Over  (1993) (AUS #4, also ARIA award for "Best Album" 1994)
- Congo Norvell Music To Remember Him By (1994)
- Rowland S. Howard Teenage Snuff Film (1999), Pop Crimes (2009)
- Anita Lane Sex O'Clock (2001)
- Hunter Dienna self-titled EP (2010)
- PJ Harvey "stories from the city, stories from the sea" (2000)
- Jess Ribeiro – Kill it Yourself (2015)

## Prijzen
- 2007 ARIA Awards: Toen Nick Cave werd opgenomen in de ARIA HALL of Fame, nam hij zelf het initiatief om Mick Harvey en andere Australische leden van the Birthday Party en de Bad Seeds op te laten nemen.
- 2006 AFI Awards: Best Original Music Score ( Suburban Mayhem )
- 2004 ARIA Awards: Best Original Soundtrack (Australian Rules)
- 1997 ARIA Awards: Best Original Soundtrack (To have and to hold)
- 1996 ARIA Awards: Single of the Year & Best Pop Release (Nick Cave and the Bad Seeds en Kylie Minogue: Where the Wild Roses Grow)

## Trivia
- Harveys soloalbum One Man's Treasure bevat enkele nummers die zijn geschreven door artiesten waarmee hij heeft samengewerkt zoals: "Come Into My Sleep" - Nick Cave; "Come On Spring" - 'Kim Salmon van Antenna; "Demon Alcohol" - Bambi Lee Savage; "Planetarium" - Bruno Adams van Once Upon A Time.
- Het nummer, "Out of Time Man" van Two of Diamonds, is een cover van Mano Negra, en werd gebruikt in Breaking Bad (televisieserie, uit 2008 uitgezonden op het AMC TV network).
- Harvey speelt mee op de David McComb tribute dvd it's raining pleasure (2009), hij zingt het The Triffids-nummer The Seabirds, en McCombs solocompositie "Setting You Free". Daarnaast speelt hij diverse instrumenten op andere nummers.
- Mick Harvey won de Dave McComb Medaille in onlangs gehouden Community Cup Football Match in Melbourne juni 2010.